# Kůň Převalského
Kůň Převalského (Equus przewalskii Poliakov, 1881) neboli kertak (někdy psáno kertag) je údajně jediný do současnosti přeživší divoce žijící druh koně. Ve volné přírodě byl na přelomu 60. a 70. let 20. století téměř vyhuben, přežil jen díky péči zoologických zahrad a dlouholeté mezinárodní spolupráci. Setkáváme se s ním zejména v zoologických zahradách, přičemž koně žijící v zoo pocházejí z pouhých 13 předků. Z rodokmenu všech žijících koní je zjevné, že 70 % z nich má „pražského“ předka. Zoo Praha chová koně Převalského od roku 1921 a od roku 1959 vede celosvětovou plemennou knihu tohoto druhu.
Na konci 80. let 20. století započala snaha vrátit koně Převalského zpět do volné přírody v Mongolsku a Číně, původní oblasti rozšíření těchto koní. Reintrodukci organizovaly zejména nizozemské, německé a švýcarské organizace. První transport s českými koňmi směřoval do Mongolska a uskutečnil se v červnu 1992. Od roku 2011 pražská zoo samostatně organizuje transporty do západního Mongolska pod názvem Návrat divokých koní. Zatím naposledy byli do Mongolska převezeni koně v červnu 2019. Jednalo se o transport čtyř vybraných klisen do přísně chráněné oblasti Gobi B. V rámci projektu Návrat divokých koní 2024 proběhl první z plánovaných transportů koní Převalského z evropských chovů do stepní oblasti Altyn Dala ve středním Kazachstánu. Cílem kazachstánských transportů je v pěti letech postupný přesun 40 koní z evropských chovů a založení nové populace na území Altyn Dala. Nové transporty budou od roku 2026 směřovat do východního Mongolska do oblasti „Údolí klášterů“.
Světová populace koně Převalského čítala v roce 2017 asi 2010 kusů.

## Původní výskyt
Kůň Převalského obýval kamenité stepi a polopouště Střední Asie na pomezí dnešního Mongolska a Číny (severozápadní Čína, jihozápadní Mongolsko), přičemž dříve obýval výrazně rozsáhlejší část střední Asie.

## Popis
Hmotnost je 200–350 kg, délka těla 220–280 cm, délka ocasu až 110 cm a kohoutková výška okolo 130 cm. Typická je mohutná klabonosá hlava s bílým okolím kolem nozder, vztyčená hříva, tmavý pruh na hřbetě až ke kořeni ocasu, krátké žíně po stranách kořene ocasu a náznak příčného pruhování na končetinách. Od domestikovaného koně se liší zavalitější postavou a kratšími končetinami.
Barva srsti je plavá s úhořím pruhem.

## Etologie
Kůň Převalského žije v soudružných dlouhodobých stádech, obvykle o 5–15 jedincích. Koně putující do velkých vzdáleností vyhledávat potravní zdroje – trávu, listy a pupeny – se mohou shlukovat i do početnějších skupin. Stádo se vytváří přirozeně, tvoří je hřebec a několik většinou navzájem příbuzných klisen s hříbaty, přičemž jedna z klisen je vůdčí. Hřebec se stará o bezpečnost, vůdčí klisna reaguje na jeho pokyny a vytvářejí uzavřenou jednotku. Vůdčí klisna určuje směr a rychlost pochodu a vyhledává místa s potravními zdroji, zatímco hřebec se drží na okraji stáda. Samice rodí po březosti trvající 328–343 dní jediné mládě. Mladé klisny zůstávají v rodném stádě po celý život, pokud je neodláká cizí samec. Mladí hřebci opouštějí stádo ve věku dvou let (jsou vyhnáni) a sdružují se do mládeneckých stád tvořených stejně starými hřebci. Pohlavně dospívají ve věku pěti let a poté se snaží odlákat samice z harémů nebo v harémech převzít nadvládu. Ke správnému vývoji populace je důležité, aby se utvořila právě tato struktura.

## Taxonomie

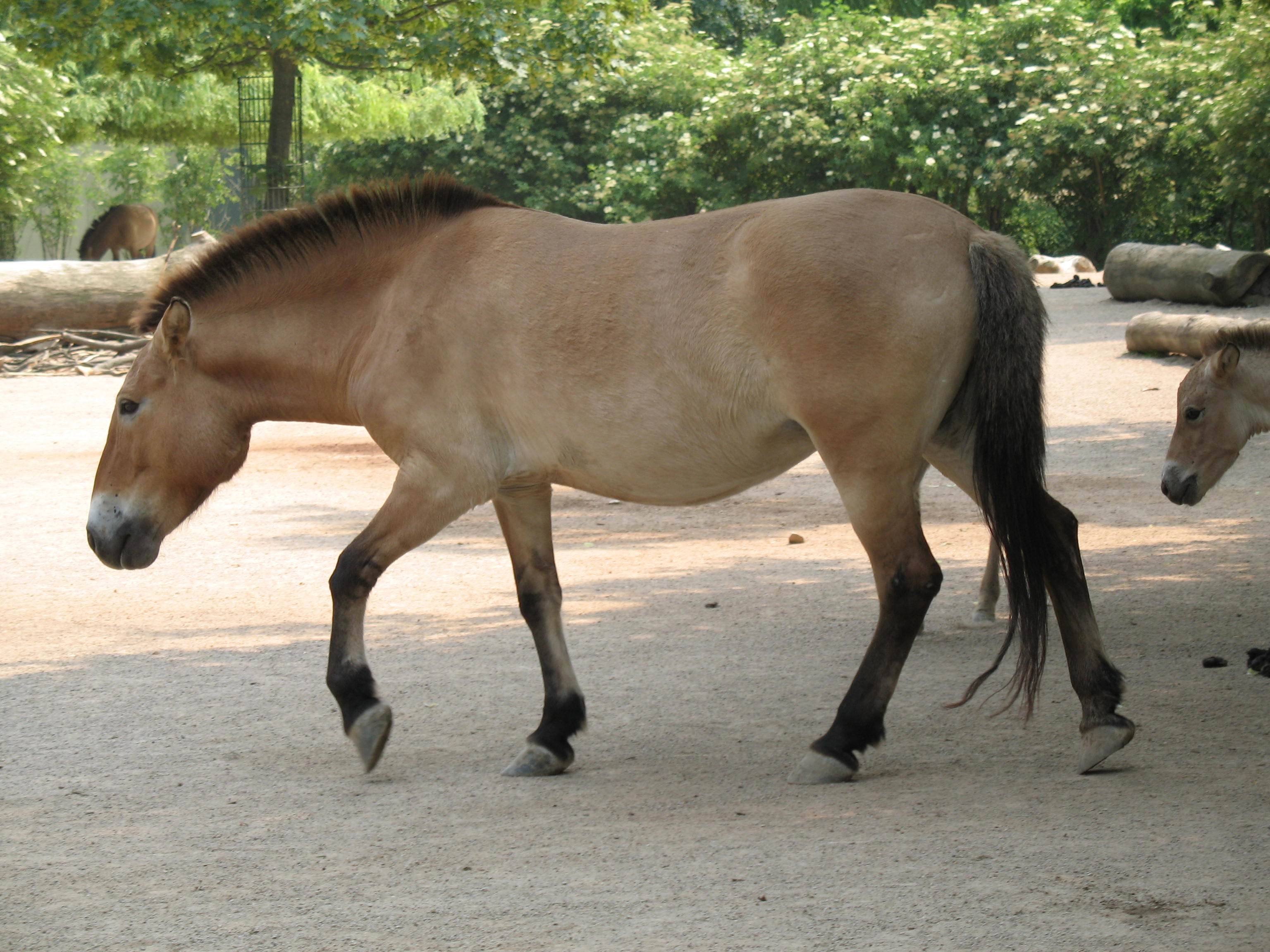
Klisna koně Převalského v zoo

Kůň Převalského byl považován za přímého předka dnešního zdomácnělého koně (Equus caballus), byl proto dlouho označován za poddruh původního „divokého“ koně, Equus ferus ssp. przewalskii, nebo dokonce za subpopulaci koně domestikovaného, Equus caballus ssp. przewalskii. Rozvoj molekulární genetiky na počátku 21. století umožnil hlubší srovnávací studie, které ukázaly sice značnou podobnost obou taxonů, ovšem přece jen jisté nepominutelné rozdíly. Kůň Převalského sice může hybridizovat s koněm domácím, přičemž potomci zůstávají plodní, ovšem u koně Převalského je karyotyp tvořen 66 chromozomy (což je nejvíce ze všech koňovitých), u domestikovaného koně je chromozomů pouze 64. Analýza DNA rovněž vyvrátila, že by kůň Převalského byl přímým předkem domestikovaných koní. Variance v genetické výbavě je však minimální, signifikantní rozdíly byly nalezeny pouze u 4 alel. Oba taxony jsou si tedy velmi blízce příbuzné; v minulosti pravděpodobně došlo ke spontánnímu zkřížení. Různý počet chromozomů však hovoří pro dvě různé populace. Poslední taxonomické studie proto označují (domestikovaného) koně a koně Převalského za sesterské taxony, obvykle na úrovni druhu (domestikovaný kůň = Equus caballus, kůň Převalského = Equus przewalskii), někdy však také na úrovni poddruhu (domestikovaný kůň = Equus ferus ssp. caballus, kůň Převalského = Equus ferus ssp. przewalskii). K oddělení jednotlivých populací mělo dojít zhruba před 38 000 až 72 000 lety. Citované studie však vycházejí pouze ze současné DNA. Ovšem ze studie zveřejněné v roce 2018 v časopise Science vyplývá, že podle DNA archeologických nálezů byli koně Převalského již domestikováni v Kazachstánu, zdivočeli, a tedy žádní skutečně divocí koně již nežijí. Z archeologických nálezů navíc vyplývá, že v době před 2200 let před naším letopočtem bylo pravděpodobně v Evropě více koňů Převalského než předků dnešního koně domácího, který získal převahu šlechtěním, které vedlo ke ztrátě genetické diverzity.

## Historie
Na území stepí a pouští střední Asie kůň Převalského přežíval nerušeně až do doby, kdy zde došlo k rozvoji pastevectví. Pak jej pastevci začali pronásledovat jako konkurenta svých stád dobytka a vybíjet. Zbylo jen několik kusů. Měl tehdy různé označení, Kyrgyzové jej pojmenovali „kertak“, Mongolové „tachi“ a Číňané „jie-ma“.

### Znovuobjevení druhu

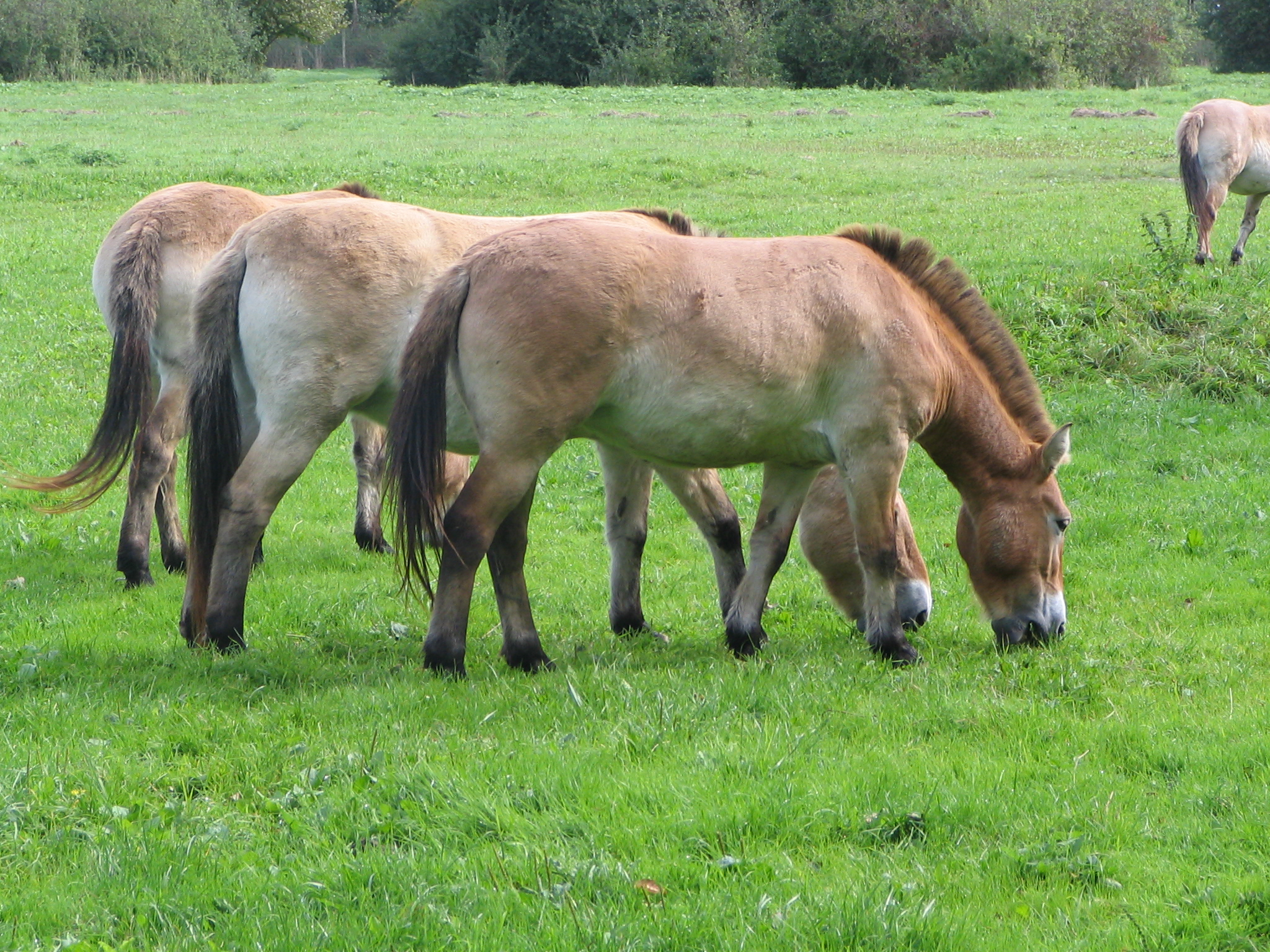
Stádo koní Převalského

Až do poloviny 19. století o tomto divokém koni věděli jen mongolští kočovníci, kteří putovávali po okraji pouště Gobi. Jeho objevením pro světovou veřejnost začal dobrodružný lov, který koně Převalského přivedl na pokraj vyhubení. Roku 1879 propátrával Nikolaj Prževalskij, plukovník a kartograf carské ruské armády, okolí hor Tachin Schack. Několikrát zahlédl celá stáda divokých koní, ale nedokázal koně identifikovat. Vzpomínky na vzhled těchto koní se nedokázal zbavit, a tak se na ně začal vyptávat místních obyvatel. Jeden z lovců mu přenechal kůži uloveného koně. Przewalski ji odvezl do Moskvy a ukázal ji přírodovědci Poljakovovi. Ten ji prozkoumal, popsal, přičemž zaznamenal znaky divokého koně a pojmenoval ho po jeho objeviteli Przewalském.
Kůň Převalského byl objeven na pomezí dnešního Mongolska a Číny v tzv. džungarských stepích v podhůří Altaje. První divocí koně se dostali do Evropy v roce 1899, a to do tehdejšího carského Ruska, na jižní Ukrajinu do stanice Askania-Nova. V roce 1890 německý obchodník se zvířaty Hagenbeck dovezl několik dalších desítek koní, které však okamžitě rozprodal, takže chov začal z páru nebo maximálně třech až čtyř jedinců. Transporty skončily v roce 1902. Mezi první a druhou světovou válkou kolísala celosvětová populace koně Převalského mezi 30 a 40 jedinci.

## Chov v zoo
V Evropě je chován přibližně ve stovce zoo, nejvíce pak v Německu, kde se jedná o takřka 30 zařízení. V Česku je chován v pěti zoo (více viz níže). Na Slovensku pak ve třech institucích: Zoo Bojnice, Zoo Bratislava a Zoo Košice. 

### Chov v Česku
Slavná historie chovu koně Převalského začala v roce 1921. Tehdy profesor František Bílek ze Zemědělské fakulty ČVUT dovezl z Halle an der Saale v Sasku tři koně Převalského, které nakoupil z vlastních prostředků. Přivezl je na školní statek zemědělské školy v Netlukách u Uhříněvsi. Tam byli koně umístěni do roku 1932 a narodila se jim tam čtyři hříbata. Když byla v roce 1931 otevřena Zoo Praha, rozhodlo ministerstvo školství a národní osvěty, že budou tito vzácní „prakoně“, jak se jim tehdy říkalo, chováni právě zde. V pražské zoo se zakladatelům chovu (jmenovali se Ali a Minka) narodilo 21. března 1933 první hříbě, celkově tedy páté v Československu. Do roku 1988 se zde narodilo 150 hříbat.
Koně Převalského odchovaní v Praze žijí v chovech po celém světě, například v Austrálii, Jihoafrické republice či na Kubě, v Evropě pak např. na Ukrajině a v Maďarsku.
Od roku 1959 vede Zoo Praha celosvětovou plemennou knihu koně Převalského. V té době žilo na celém světě pouhých 54 jedinců.
V Česku koně Převalského chovají tyto zoologické zahrady:
- Zoo Hluboká
- Zoo Ústí nad Labem
- Zoo Brno
- Zoopark Chomutov
- Zoo Liberec
- Zoo Praha

#### Chov v Zoo Praha
Tento druh je v pražské zoo chován již od roku 1932, tedy takřka celou historii zoo (zoo zpřístupněna 1931). První odchov byl zaznamenán v roce 1933. V roce 2001 se podařil první umělý odchov koně Převalského na světě. Od zahájení chovu se V Praze narodilo více než 250 mláďat.
V rámci programu Pomáháme jim přežít zoo organizuje reintrodukci koní Převalského v Mongolsku a od roku 2024 také v Kazachstánu. Tento druh totiž z volné přírody zmizel v 60. letech 20. století. Za činnost v oblasti záchrany divokých koní získala zoo ocenění WAZA Conservation Award.
V roce 2024 byl otevřen nový pavilon pojmenovaný Gobi podle stejnojmenné mongolské pouště, do níž jsou vypouštěni koně Převalského z pražské zoo. V tomto pavilonu, jenž nahradil původní a zastaralý objekt, kromě koní Převalského žijí i další druhy pocházející z pouště Gobi, například hroznýšek tatarský. Během výstavby pavilonu pak koně Převalského krátkodobě pobývali ve výběhu na Dívčích hradech, kde je mohli lidé pozorovat z vyvýšené plošiny. Zoo Praha také provozuje chovnou stanici v Dolním Dobřejově, který je svým klimatem (nachází se na České Sibiři) vhodný pro částečnou aklimatizaci koní.

## Reintrodukce, status divokých populací a ochrana
Od konce 80. let 20. století probíhá reintrodukce koně Převalského do vybraných oblastí v Číně a Mongolsku, kde se dříve přirozeně vyskytoval.
Na počátku projektu stály především německé, švýcarské a nizozemské organizace. První transport směřoval do Číny a proběhl v roce 1988, další dva směřovaly v roce 1992 do Mongolska. V letech 1998 a 2000 poskytla Zoo Praha k reintrodukci čtyři koně, kteří byli v rámci zahraničních transportů dopraveni do oblastí Tachin Tal a Chusta Nuru. Zásadně se pražská zoo do reintrodukčních projektů zapojila v roce 2011, od kdy existuje projekt Návrat divokých koní, díky němuž probíhají pravidelné transporty koní Převalského z Prahy na vybrané lokality v Mongolsku. Ve spolupráci s Armádou ČR uskutečnila zoo již osm samostatných transportů a v roce 2018 činila celková bilance 31 z Evropy převezených a do přírody vypuštěných koní, z nichž někteří již mají potomky. V roce 2019 se díky devátému transportu zvedl počet přepravených koní na 34.
Počet jedinců (reintrodukovaných i již v přírodě narozených) na třech chráněných lokalitách v Mongolsku (Přísně chráněná oblast Gobi B, Národní park Khustain, Khomintal) dosáhl roku 2014 počtu 387 (v roce 2008 se odhadoval na 325 kusů), dalších více než 100 jedinců bylo napočítáno na dvou lokalitách v Číně. Díky záchranným projektům žilo k roku 2017 v Mongolsku ve volné přírodě více než 500 koní, z toho 194 v Přísně chráněné oblasti Gobi B. Na jaře 2019 se počet koní v Gobi B dostal již na úroveň 270 jedinců a blížila se životaschopnosti. 

Kromě čínských a mongolských rezervací je kladen hlavní důraz na chov ve stepních rezervacích v Evropě, které koním umožňují přirozenější způsob života. Jsou to např. na Ukrajině biosférická rezervace Askania-Nova, dále Černobyl, kam byli vysazeni přebyteční koně z Askanie a kde již žije několik stád, nebo pusta Hortobágy v Maďarsku, která je v současnosti (2010) největším chovatelem koní Převalského v Evropě. Ve stepních oblastech střední Evropy žilo v roce 2017 asi 250 jedinců.
Počet aktuálně žijících jedinců koně Převalského (jak v zajetí, tak reintrodukovaných) registrovaných v plemenné knize činil k 1. lednu 2014 1988 (883 samců, 1101 samic, 4 neurčeni). Reintrodukce je proto považována za úspěšnou a Mezinárodní svaz ochrany přírody (IUCN) koně Převalského přeřadil mezi ohrožené taxony. Do budoucna se uvažuje o reintrodukci i v Rusku a Kazachstánu. Projekt Návrat divokých koní do Kazachstánu (oblast Altyn Dala - Zlatá step) začal s transporty v červnu 2024 (přesun prvních 7 evropských koní z plánovaných 40, které postupně během 5 let tuto novou skupinu doplní). V červnu 2025 proběhl druhý transport do Zlaté stepi - po předchozí skupině koní s českého a německého chovu byla do Kazachstánu vypravena skupina dvou klisen a jednoho hřebce českých a čtyř klisen z maďarského Národního parku Hortobágy.